# Lijst van beelden in Dronten
Dit is een (onvolledige) chronologische lijst van beelden in Dronten. Onder een beeld wordt hier verstaan elk driedimensionaal kunstwerk in de openbare ruimte van de Nederlandse gemeente Dronten, waarbij beeld wordt gebruikt als verzamelbegrip voor sculpturen, standbeelden, installaties, gedenktekens en overige beeldhouwwerken.
Voor een volledig overzicht van de beschikbare afbeeldingen zie: Beelden in Dronten op Wikimedia Commons.
| Geplaatst | Omschrijving                    | Kunstenaar        | Straat                   | Plaats                      | Materiaal          | Afbeelding |
| --------- | ------------------------------- | ----------------- | ------------------------ | --------------------------- | ------------------ | ---------- |
| 1967      | Leven op de trap                | Pierre van Soest  | Bij de Meerpaal          | Dronten                     | polyester en steen |            |
| 1967      | 'De Ziener'                     | Jaap van der Meij |                          | Dronten                     | aluminiumbeton     |            |
| 1980      | Grijpende vormen                | Sjra Schoffelen   | Het Ruim                 | Dronten                     | beton              |            |
| 1981      | Wachters op de dijk             | Cyril Lixenberg   | Ketelmeerdijk            | Ketelmeer                   | Corten staal       |            |
| 2000      | Het Gesprek                     | Pieter Kortekaas  | De Helling/Het Gangboord | Dronten                     | brons              |            |
| 2006      | Kiekendief                      | Marijke Cieraad   | De Helling               | Dronten                     | brons              |            |
| 2008      | Monument voor de Swifterbantman | Michel Bongertman | Ketelbos                 | ten noorden van Swifterbant | steen              |            |
| 2008      | Entropie                        | Merijn Tinga      | Ketelbos                 | ten noorden van Swifterbant | diverse materialen |            |